# Vicente Vallés Choclán
Vicente Vallés Choclán (Madrid; 10 de juliol de 1963) és un periodista i presentador de programes informatius espanyol. Ha treballat en les cadenes estatals de televisió més importants, entre elles, Antena 3.

## Biografia
Va estudiar BUP i COU en el col·legi Santísima Trinidad de San José de Valderas (Alcorcón) i es va llicenciar en Periodisme per la Universitat Complutense de Madrid. Els seus inicis professionals es produeixen en la Cadena SER, col·laborant en els programes Hora 25 i Hoy por Hoy. El 1987 va començar a treballar en la secció d'esports de TVE, on va romandre fins a l'estiu de 1989. Després va passar a Telemadrid, on va formar part de l'equip fundador dels seus serveis informatius. Va ser redactor-cap de Nacional, i editor del informatiu de les 20.30 hores, que presentava Hilario Pino.
El 1994 és contractat per Telecinco, com a cap de Nacional. El 1997 va ser nomenat subdirector dels serveis informatius de Telecinco (càrrec en el qual es va mantenir durant onze anys, fins a la seva marxa d'aquesta cadena), i va ser el responsable de dirigir el procés de digitalització de la redacció, el primer que es va realitzar en una televisió a Espanya.
El gener de 1998 la cadena li proposa la presentació i direcció de La mirada crítica, un espai informatiu diari emès en horari matinal i amb entrevistes en profunditat a personatges de rellevància pública, especialment de l'àmbit de la política. El 1999 és nomenat director i presentador dels informatius del cap de setmana.
El 2004, Vallés va tornar a dirigir i presentar La Mirada Crítica, després de la marxa de la seva presentadora, Montserrat Domínguez, a Antena 3. Aquesta tasca l'exerceix fins a l'estiu de 2008, compaginant-la amb la subdirecció dels serveis informatius de la cadena.
Al setembre d'aquest any, és nomenat subdirector del Canal 24 horas, de TVE, on dirigeix i presenta el programa d'informació, entrevistes i debat, La noche en 24 horas.
Vicente Vallés està especialitzat en informació política nacional, encara que també ha cobert, entre altres esdeveniments internacionals, totes les eleccions presidencials dels Estats Units, des de 1992.
És professor en tres màsters de periodisme televisiu, i dona cursos de forma habitual a diverses universitats.
Entre 5 de setembre de 2011 i 25 de juny de 2016 va dirigir i va presentar l'informatiu Antena 3 Noticias 1 a les 15.00 hores, en substitució de Roberto Arce després de la seva marxa a Cuatro.
En la seva primera temporada a Antena 3, va presentar al costat de Mónica Carrillo. A partir del 3 de setembre de 2012 presenta l'informatiu al costat de Lourdes Maldonado.
El 7 de desembre de 2015 va moderar, junt a Ana Pastor, el debate a 4 entre els tres candidats a la presidència, Pablo Iglesias, Albert Rivera i Pedro Sánchez; i la Vicepresidenta del Govern Soraya Sáenz de Santamaría emès per Atresmedia (Antena 3, La Sexta, Onda Cero, Atresplayer i el Canal Internacional d'Antena 3) i que va tenir una mitjana de 9,2 milions d'espectadors.
Des de 2015 col·labora en el programa radiofònic Más de uno.
El 13 de juny de 2016 va moderar, juntament amb Ana Blanco de TVE i Pedro Piqueras de Telecinco, el debat entre els quatre candidats a la presidència del Govern, previ a les eleccions del 26 de juny. El debat el va organitzar l'Acadèmia de la TV i va ser emès per la major part de les cadenes de televisió i ràdio d'Espanya, i per algunes estrangeres. L'audiència mitjana del debat va ser de 10,5 milions d'espectadors.
Després de cinc anys a Noticias 1, des del dilluns 12 de setembre de 2016 presenta i dirigeix Antena 3 Noticias 2, amb Manu Sánchez en els esports. A més, és col·laborador d'opinió sl diari 20minutos, dirigit per Encarna Samitier.

### Llibres
Ha escrit:
- Trump y la caida del imperio Clinton. La esfera de los libros (2017). Sobre les claus de l'arribada de Donald Trump a la presidència dels Estats Units d'Amèrica.
- El rastro de los rusos muertos. S.L.U. Espasa libros (2019). Sobre l'estratègia de política internacional de Vladímir Putin que pot haver-hi darrere dels assassinats i morts inexplicades d'espies i diplomàtics russos en els últims anys.

## Premis
Vicente Vallés va rebre el 2006 el premi del Club Internacional de Premsa. El 2009 va ser guardonat amb el premi Salvador de Madariaga, que concedeix l'Associació de Periodistes Europeus. En 2010, el seu programa La noche en 24 horas fou premiat per l'Agrupación de Telespectadores y Radioyentes (ATR). En 2011 va rebre el Premi Protagonistes de la Comunicació. En 2014 se li van concedir tres premis més: el premi Llorer Platinum al millor periodista de televisió a Espanya; el premi Talent Comunicatiu en Periodisme, de la Universitat Complutense de Madrid; i el premi Antena de Oro, de la Federació d'Associacions de Ràdio i Televisió d'Espanya. En 2016 va ser guardonat amb el Premi Ondas. I va rebre el Premi Iris de l'Acadèmia de les Ciències i les Arts de Televisió d'Espanya com a millor presentador d'informatius de televisió, tant en 2016 com en 2018.
- Premi del Club Internacional de Premsa (2006)
- Premi Salvador de Madariaga (2009)
- Premi de l'Asociación de Telespectadores y Radioyentes (ATR) (2010)
- Premi Protagonistes de la Comunicació (2011)
- Premi Llorer Platinum (2014)
- Premi Talent Comunicatiu en Periodisme (2014)
- Antena de Oro (2014)
- Premi Ondas (2016).[6]
- Premi Iris (2016 y 2018)
- Premi ETV3 al millor presentador d'informatius (10 de desembre de 2016)"